# Vallobar
Vallobar (en castellà, Ballobar) és un municipi aragonès de la comarca del Baix Cinca. Va pertànyer als templers. Al segle xiv fou agregada a la comanda de Xalamera.
La temperatura mitjana anual és de 14,7° i la precipitació anual, 340 mm.